# Yamanashi-ken-Gokoku-Schrein

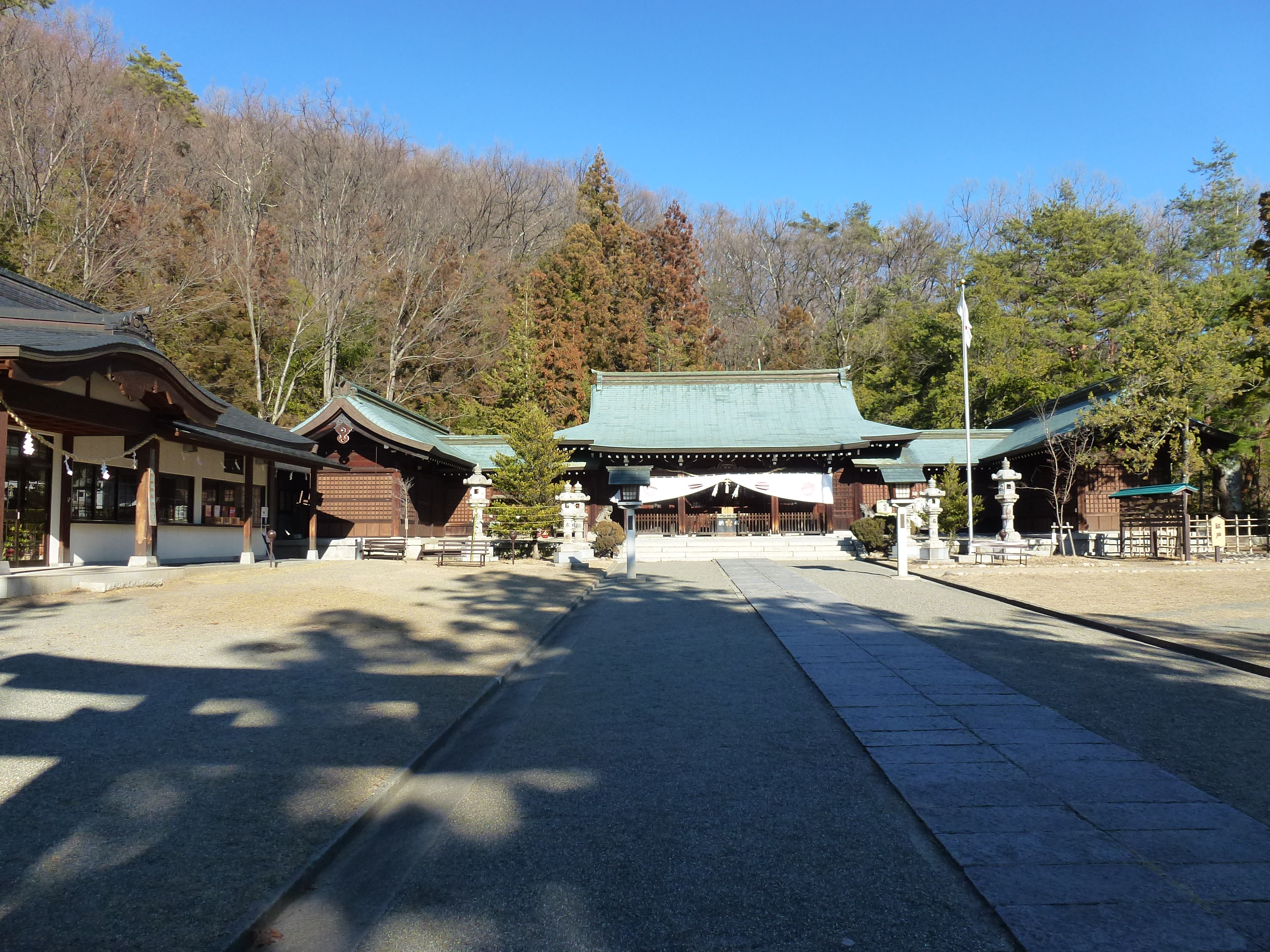
Innenhof mit den Hauptgebäuden, gegenüber Denkmäler und Kriegsgräber

Der Yamanashi-ken-Gokoku-Schrein (jap. 山梨縣護国神社, Kyūjitai: 山梨縣護國神社, -jinja, dt. „Schrein zur Verteidigung des Landes der Präfektur Yamanashi“) ist ein Shintō-Schrein in der Tradition des ehemaligen japanischen Staatsshintō.
Er liegt am nördlichen Rand Kōfus am Ausläufer der Berge, die das Kōfu-Becken umgeben, inmitten eines Gräberviertels. 500 Meter nordwestlich davon liegt der Takeda-Schrein und 400 Meter östlich der Tempel Enkō-in. In ihm wird der Kriegsgefallenen aus der Präfektur Yamanashi gedacht.

## Galerie

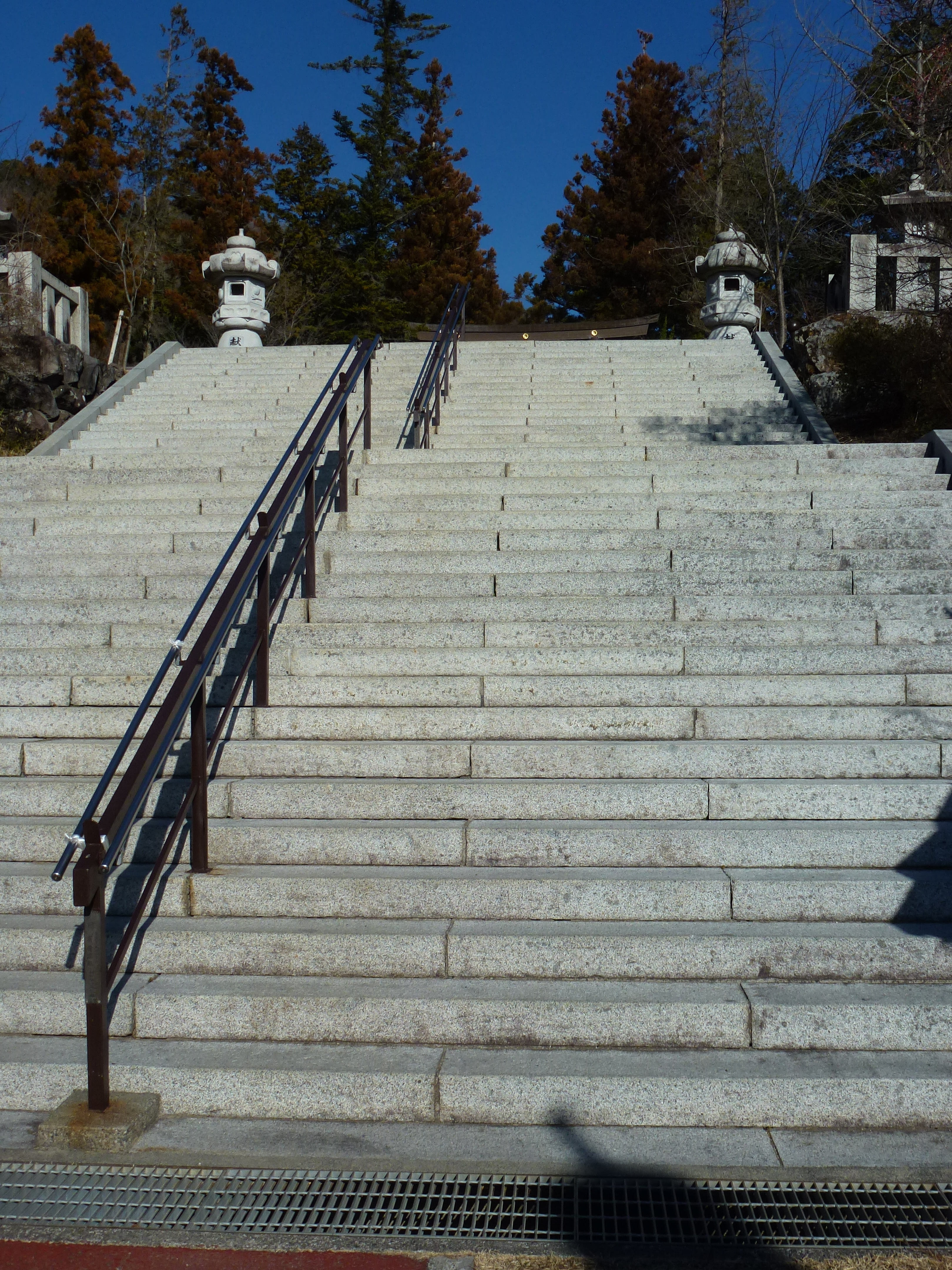
Der Hauptaufstieg zum Innenhof der Anlage
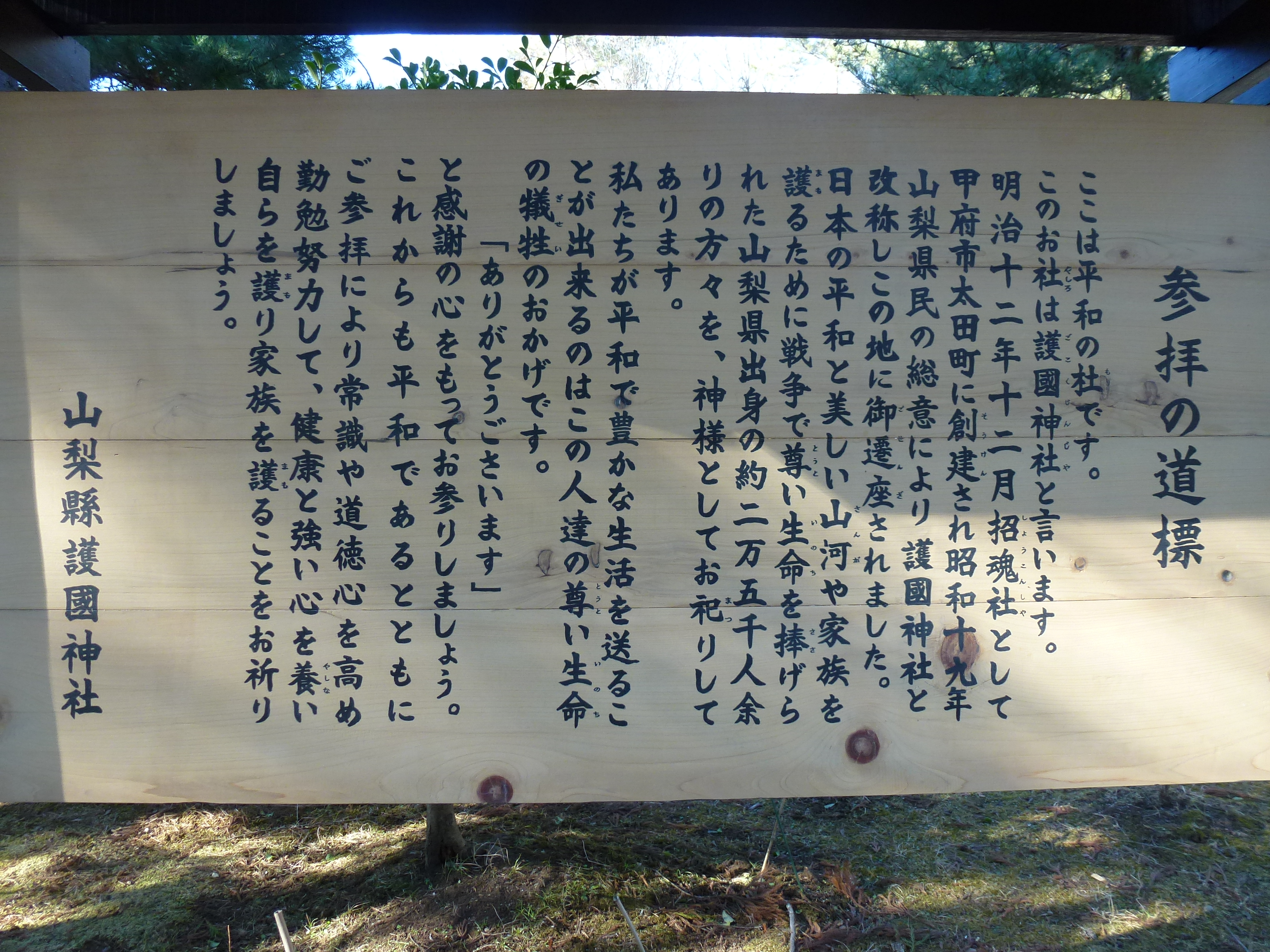
Eine der vielen erklärenden Tafeln
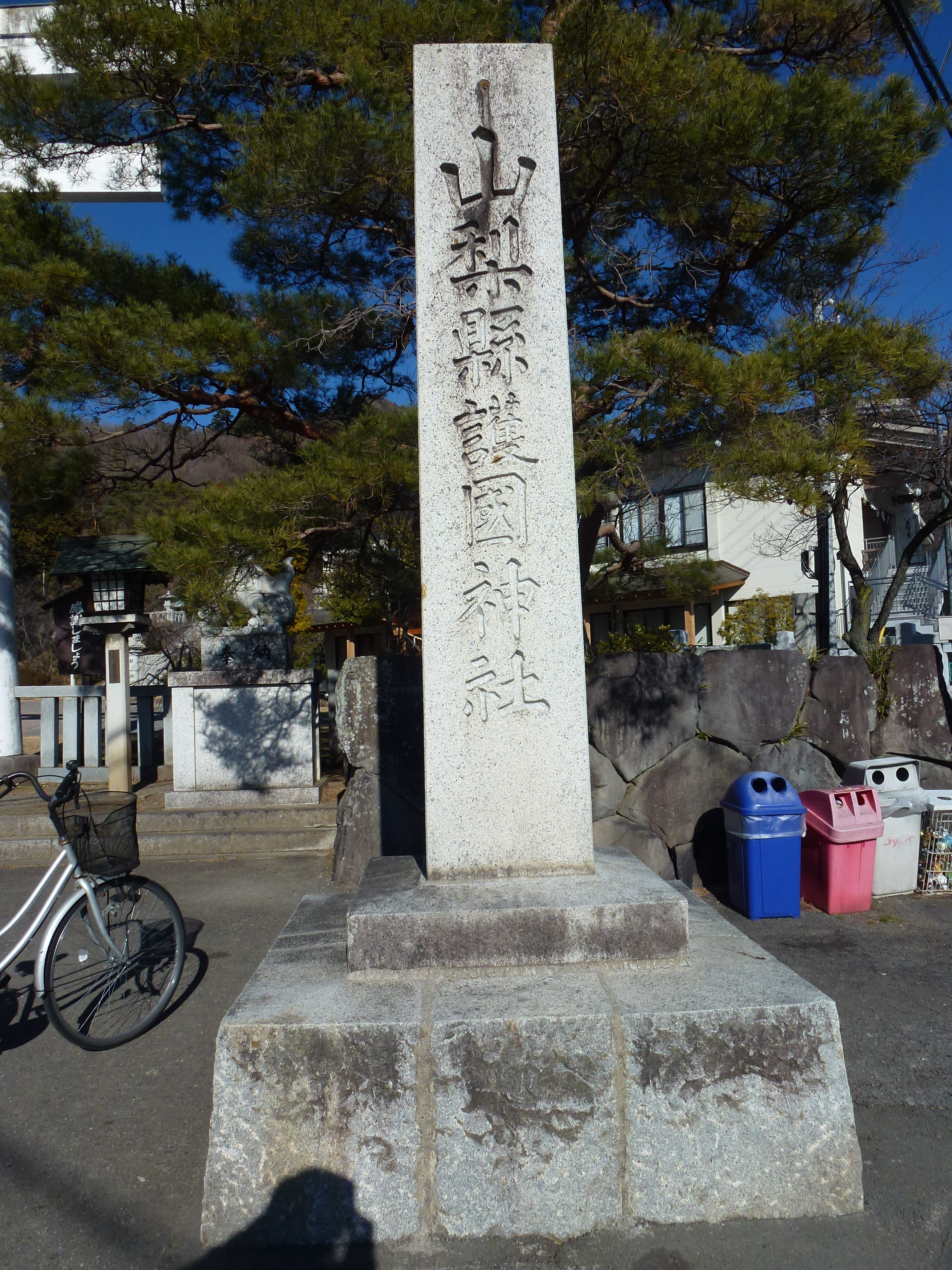
Säule am Eingang
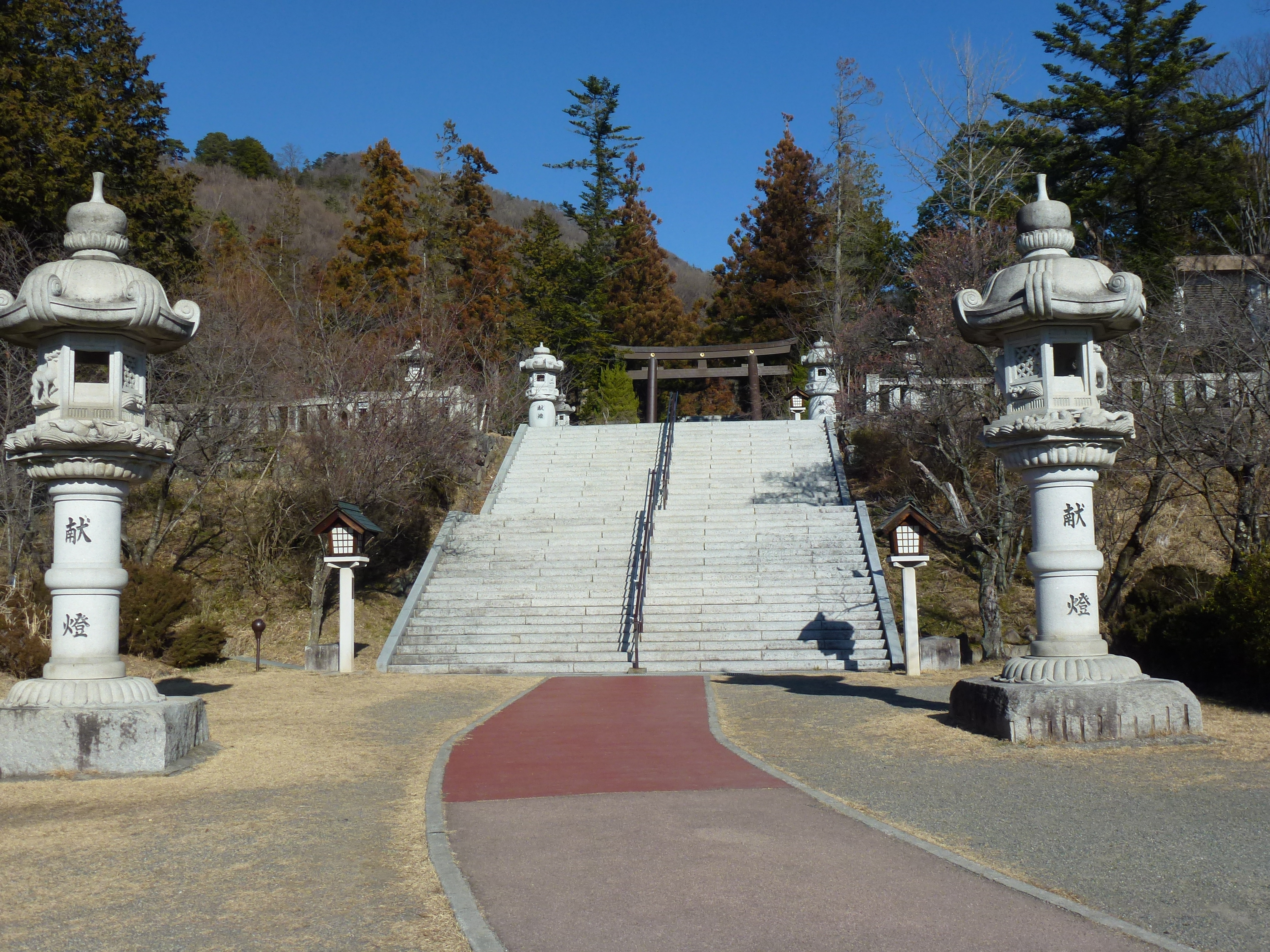
Anblick am Eingang
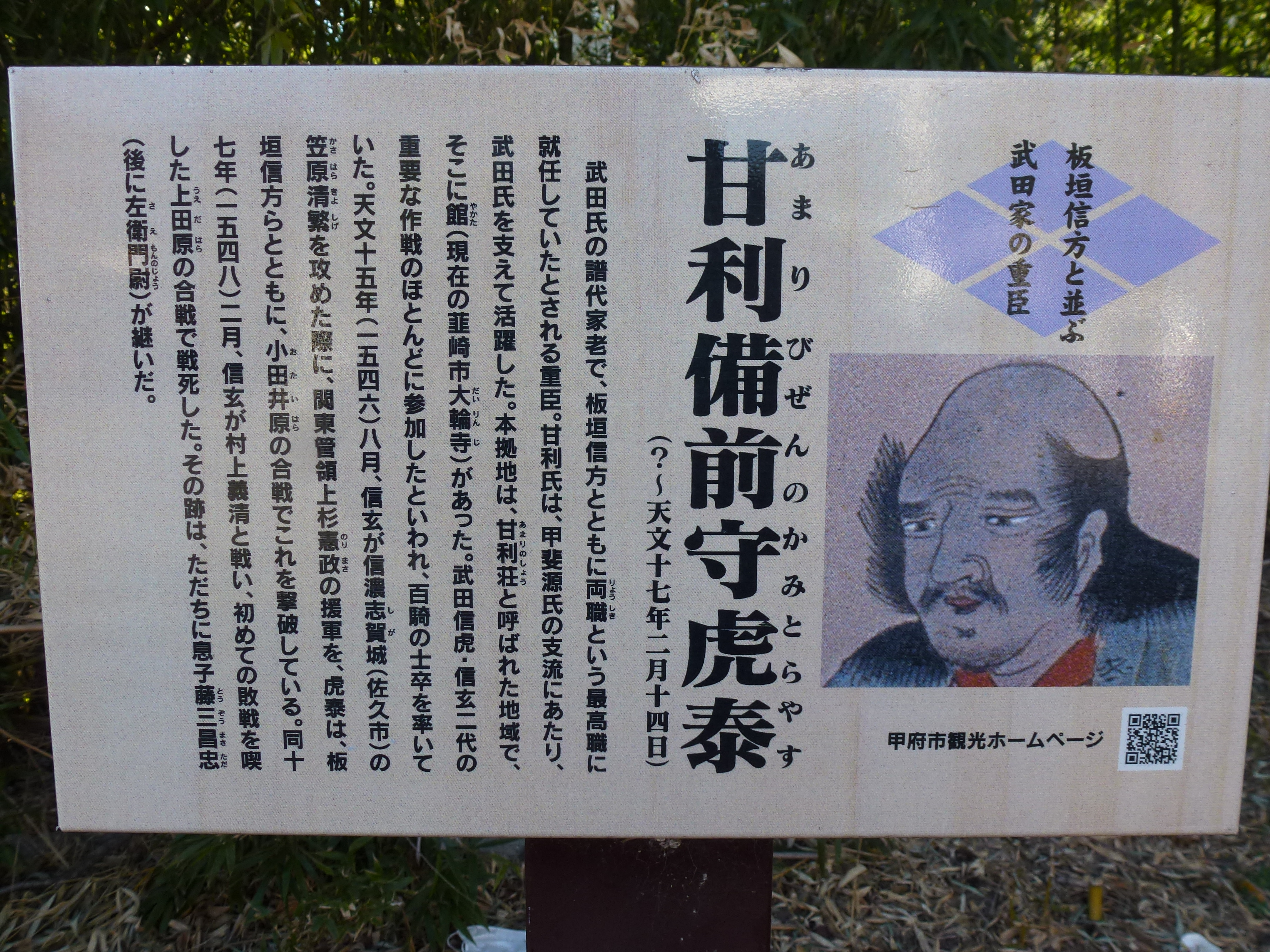
Informationen über den Takeda-General Amari Torayasu, der mit diesem Schrein in Zusammenhang steht
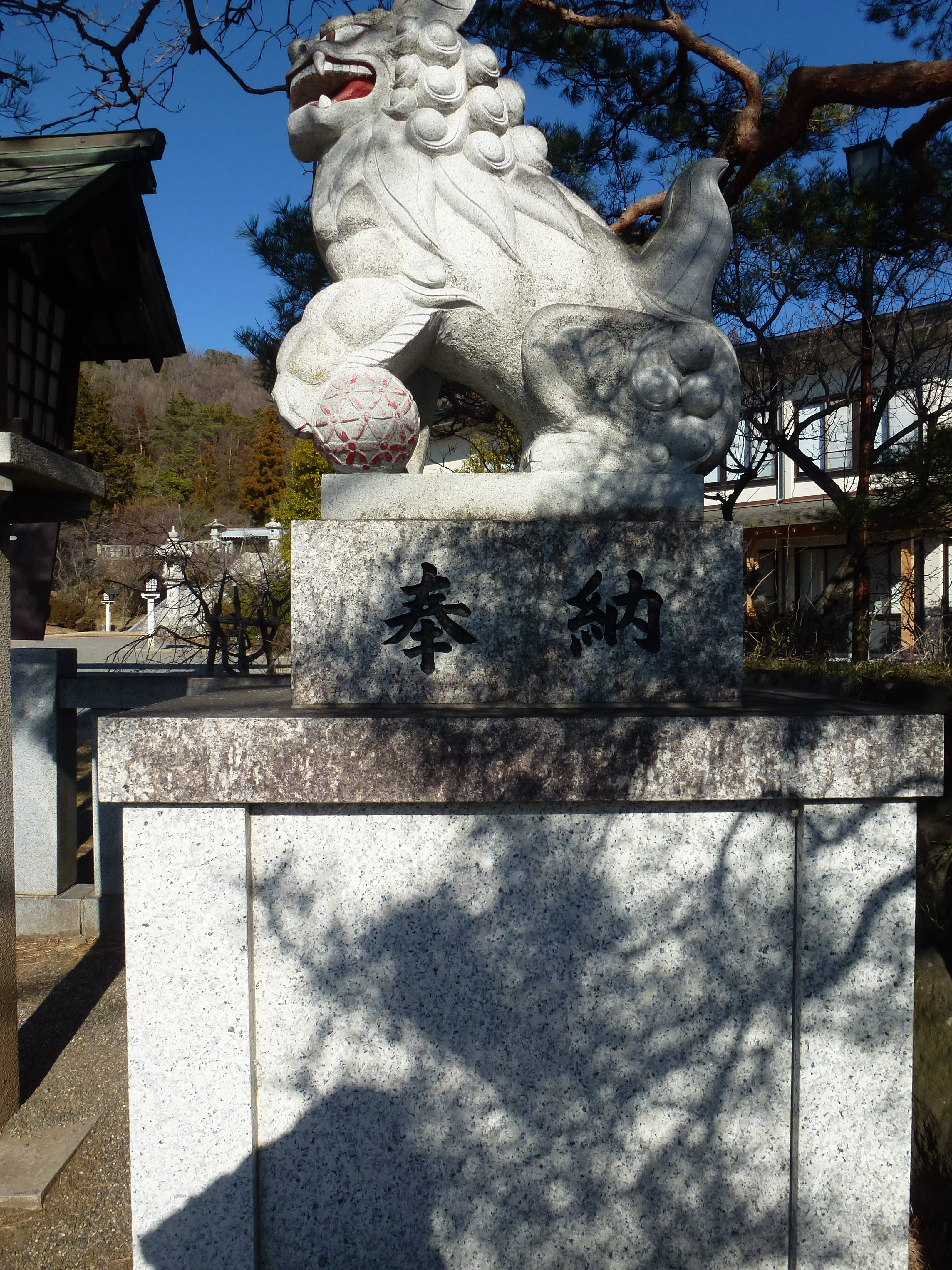
Torwächter
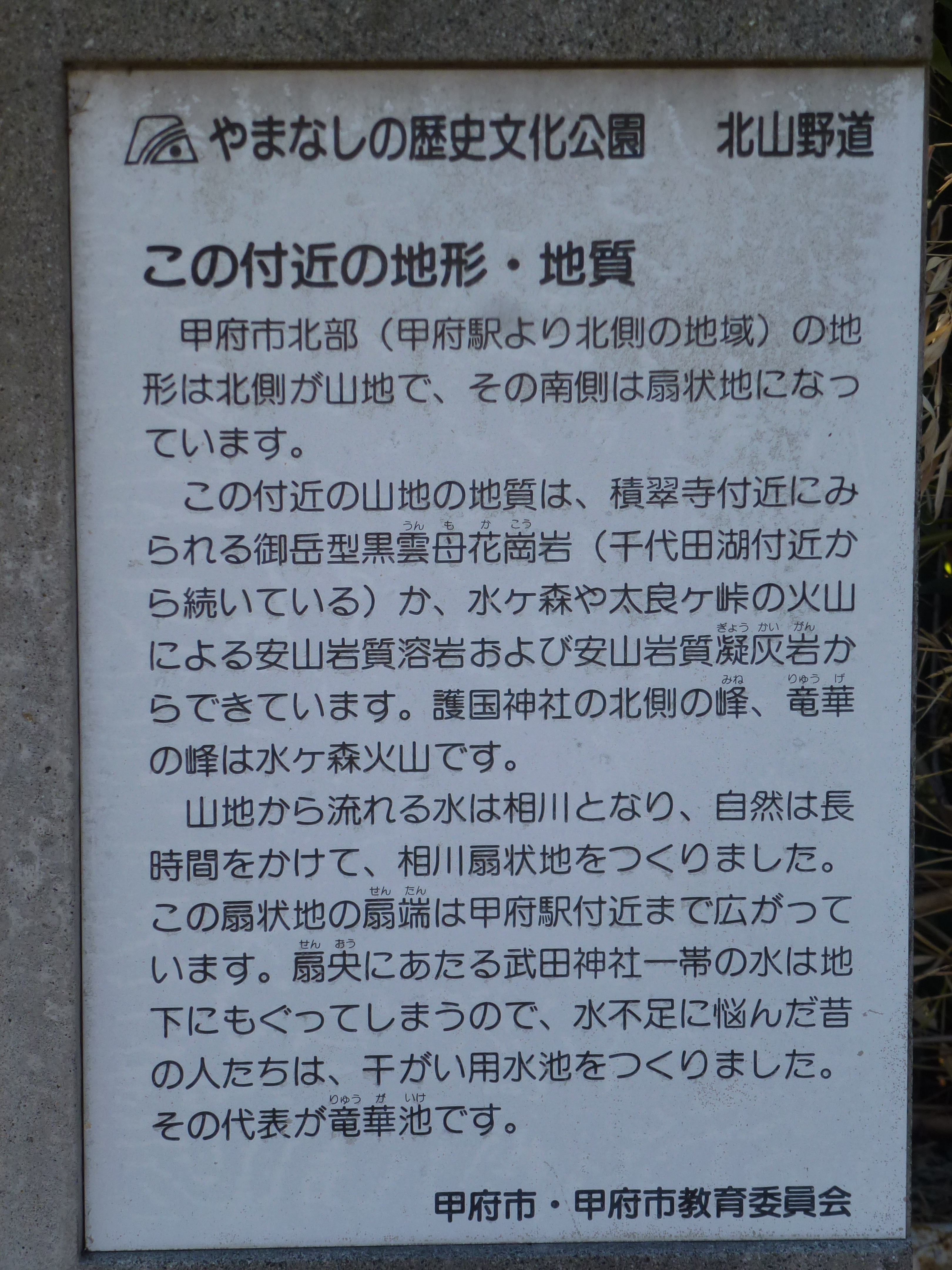
Erklärung der geschichtlichen Bedeutung des Ortes
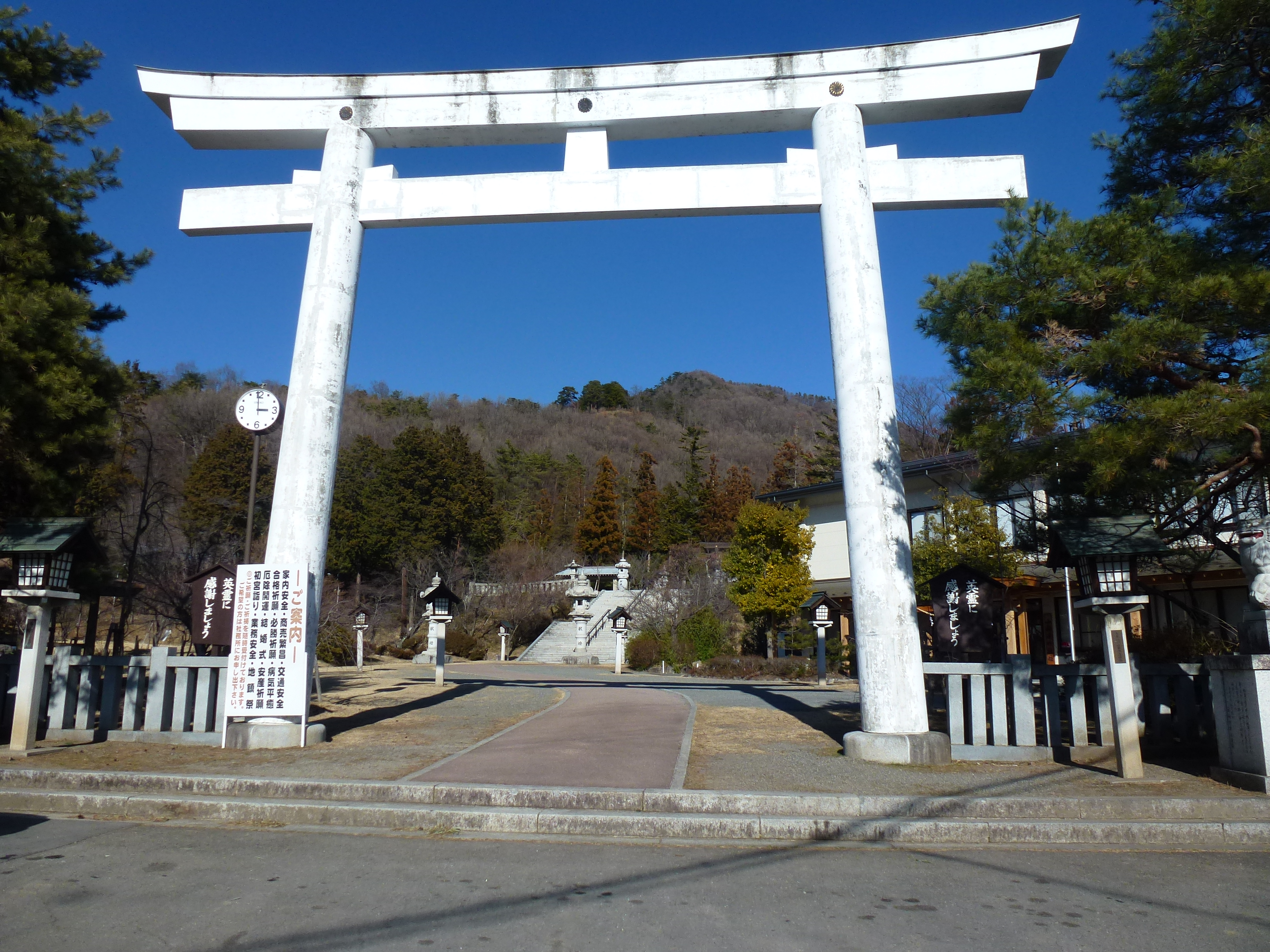
Ein Torii als Eingangstor